# Joseph Kleutgen
Joseph Kleutgen (Dortmund, 9 aprile 1811 – Caldaro sulla Strada del Vino, 13 gennaio 1883) è stato un religioso e teologo tedesco del XIX secolo. Fu tra gli estensori della Costituzione Dogmatica Dei Filius del Concilio Vaticano I.

## Biografia
Entrato nei gesuiti, studiò teologia a Friburgo. In seguito fu a Roma, prima come vice segretario (dal 1843 al 1858), quindi come segretario (dal 1858 al 1862) della Curia generalizia dell'Ordine. Fu anche consultore della Congregazione dell'Indice.
Insegnò teologia dogmatica presso la Pontificia Università Gregoriana, della quale fu prefetto nel biennio 1878-79.
In ambito teologico entrò in polemica con Georg Hermes, Anton Günther e Johann Baptist von Hirscher, che accusava di kantismo, e si affermò come uno dei maggiori rappresentanti del neotomismo del XIX secolo.
Durante il Concilio Vaticano I contribuì alla stesura della Costituzione De fide catholica, alla Dei Filius e viene attribuito a lui il primo abbozzo dell'enciclica Aeterni Patris di Papa Leone XIII (1879) dedicata al rilancio della filosofiatomista.

## Opere
- Philosophie der Vorzeit, 2 voll., 1860-63; trad. it. 1866-68;
- Theologie der Vorzeit, 2ª ed., 5 voll., 1867-74;
- De ipso Deo, 1881, I vol., il solo pubblicato, delle Institutiones theologicae.